# Lucius Fufidius Pollio
Lucius Fufidius Pollio war ein im 2. Jahrhundert n. Chr. lebender römischer Politiker.
Zwei Stationen der Laufbahn von Pollio sind durch Inschriften bekannt. Durch eine Inschrift aus Rom, die auf den 22. September 166 datiert ist, ist belegt, dass er 166 zusammen mit Quintus Servilius Pudens ordentlicher Konsul war. Durch eine weitere Inschrift ist nachgewiesen, dass er Statthalter (Legatus) in der Provinz Galatia war. Aufgrund seines Konsulats kann die Statthalterschaft vermutlich in den Zeitraum von 163/164 bis 164/165 datiert werden.
Pollio gehörte wahrscheinlich zu einer Familie, die aus Saepinum stammte, da sein Gentilname Fufidius dort durch mehrere Inschriften belegt ist.